# Audiencia ocasional
La audiencia ocasional es la práctica de asistir a servicios religiosos o predicaciones de ministros de denominaciones distintas a la propia. 
Históricamente esta práctica ha sido resistida e incluso es un asunto de disciplina eclesiástica entre las iglesias que estudian la integridad confesional. Estas iglesias que tradicionalmente se han resistido a la práctica tienden a ser teológicamente conservadoras y confesionales